# Danju
Danju, pseudonimo di Johannes Lieb (Stoccarda, 17 febbraio 1989), è un rapper tedesco. Ottiene il successo grazie alle collaborazioni con il rapper Cro, con il quale ha iniziato a far musica fin da ragazzo. Dal 2013 i due hanno lavorato per la stessa etichetta, la Chimperator, fino all'aprile del 2017 quando Danju ha annunciato la fine della collaborazione con la casa discografica tedesca.

## Biografia
Danju (inizialmente Dajuan) si avvicina alla musica all'età di 14 anni prendendo lezioni di tromba e di chitarra. Poco dopo entra in contatto con Cro e i due iniziano a fare musica insieme. Compare in alcune tracce dei mixtape Trash, Meine Musik e Easy oltre a pubblicare il suo primo mixtape Play nel 2012. Dopo il successo commerciale di Cro ha collaborato al brano Höhenangst per il mixtape Sunny uscito nel 2013. Nel 2014, Danju pubblica il suo secondo mixtape dal titolo Cali. Nello stesso anno partecipa al disco di Cro, Melodie, comparendo nella traccia Meine Gang (Bang Bang). Il singolo ha raggiunto il settantacinquesimo posto della Top 100 in Germania ed è rimasto in classifica per cinque settimane. Nel 2015 cambia il suo nome d'arte da Dajuan a Danju.
L'8 aprile 2016, Danju pubblica il suo album d'esordio dal titolo Stohned ohne Grund, che riesce a raggiungere il dodicesimo posto in Germania.
Il 29 aprile 2017, attraverso un post su Twitter, il rapper annuncia la separazione dalla sua etichetta discografica, la Chimperator, e nello stesso anno pubblica il suo terzo mixtape Auf der Wolke.

## Discografia

### Album
- 2016: Stoned ohne Grund

### Mixtape
- 2012: Play
- 2014: Cali
- 2017: Auf der Wolke

### Singoli
- 2013: Höhenangst (featuring Cro)
- 2014: Meine Gang (Bang Bang) (featuring Cro)
- 2016: Stoned ohne Grund
- 2016: Für Mama
- 2016: Tag & Nacht (featuring Cro und Teesy)
- 2016: 420km (featuring Middlez)
- 2017: Meins[8]
- 2017: Strange Love[9]
- 2018: Hype[10]
- 2018: Mag sein[11]
- 2018: Runde um den Block (featuring Fosace Jay)[12]